# Lovell Beach House

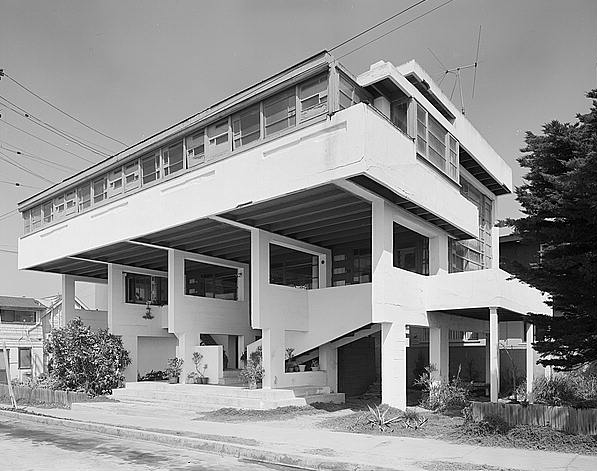
Das Strandhaus (1968)

Das Lovell Beach House (deutsch: Strandhaus Lovell) ist das wohl bekannteste Gebäude des Architekten Rudolph Michael Schindler. Das 1926 errichtete Haus gilt als herausragendes Beispiel der Moderne in der Architektur. 
Das Anwesen hat die Anschrift 1242 W. Ocean Front und befindet sich auf der Baboa Peninsula, einem Stadtteil von Newport Beach im US-Bundesstaat Kalifornien. Es liegt am Strand in unmittelbarer Nähe zum Pazifischen Ozean.

## Geschichte

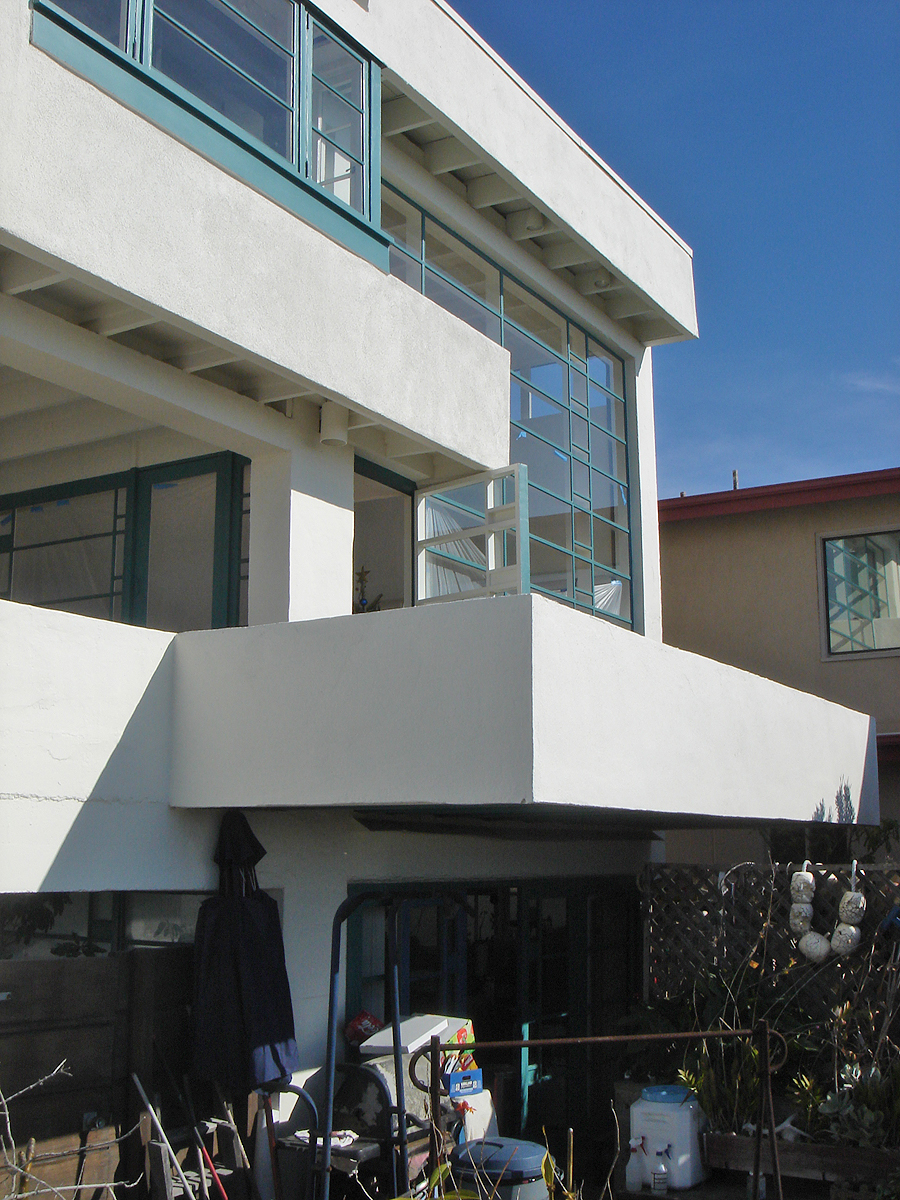
Detailansicht

Nachdem Rudolph Michael Schindler unter dem berühmten Architekten Frank Lloyd Wright wertvolle Erfahrungen gesammelt hatte, begann er Anfang der 1920er-Jahre mit ersten eigenen Bauten. Der Auftraggeber für sein wohl bekanntestes Werk war Philipp M. Lovell, nach dem das Strandhaus auch benannt ist. Die Planung für das Projekt begann im Jahre 1925. Die Fertigstellung erfolgte nur ein Jahr später 1926. Bis zum heutigen Tage wurden an dem Bauwerk mehrere Erweiterungen durchgeführt. Mieter war der deutsch-amerikanische Architekt und Planer des Einsteinhauses von Caputh Konrad Wachsmann.
Am 5. Februar 1974 wurde das Lovell Beach House als Baudenkmal in das National Register of Historic Places aufgenommen.

## Architektur
Das Gebäude ist im sogenannten Internationalen Stil gehalten. Die moderne Architektur soll regelmäßig und modular sein. Der Grundriss wird zwanglos und asymmetrisch. Der Internationale Stil ist von jedem Schmuck befreit.
Dem Betrachter des Strandhauses fällt insbesondere das über zwei Geschosse völlig offenliegende Tragwerk ins Auge. Fünf massive Betonstützen sorgen für einen sicheren Stand der Konstruktion. Die Wohnfläche liegt hoch über dem Grund. Dadurch eröffnet sich von dem Haus ein wunderschöner Blick auf das Meer.